# Unravel (canción de Toru Kitajima)
«Unravel» es el primer sencillo en solitario lanzado por el músico japonés TK from Ling Tosite Sigure. Fue lanzado el 23 de julio de 2014 por Sony, el sencillo «Unravel» recibió inicialmente dos lanzamientos debido al hecho de que se usó como una canción introductoria para la primera temporada del anime Tokyo Ghoul. Por lo tanto, uno de estos lanzamientos era una edición limitada como parte de material promocional para anime y, además de tres composiciones básicas, también contenía una edición televisiva del sencillo principal, mientras que la otra edición era en realidad un lanzamiento de sencillo regular, lanzado como CD y CD+DVD.
La canción fue extremadamente popular y vendió alrededor de 18 000 copias; ocupó el noveno lugar en la escala Oricon, el sexto en la escala Billboard Japan Hot 100 e incluso el segundo en la escala Billboard Japan Hot Animation.

## Lista de canciones
Todas las canciones escritas y compuestas por TK. 
| CD  |                         |          |  |
| N.º | Título                  | Duración |  |
| 1.  | «Unravel»               | 4:00     |  |
| 2.  | «Fu re te Fu re ru»     | 3:38     |  |
| 3.  | «Acoustic Installation» | 6:04     |  |
| 4.  | «Unravel» (TV edit)     | 1:30     |  |

## Créditos
Tomado de las notas del CD de «Unravel»:
- TK - voz (pistas 1, 2), guitarra (todas las pistas)
- BOBO - batería (pistas 1, 3)
- Hidekazu Hinata «Hinatch» - bajo (todas las pistas)
- Mamiko Hirai - piano (todas las pistas)
- Takashi Kashikura - batería (pista 2)
- Honoka Sato - violín (pista 3)
- Kei Sakamoto - flauta (pista 3)